# 양지수 (농구 선수)
양지수(2002년 12월 19일~)은 대한민국의 농구 선수로 포지션은 포워드이다. 현재 한국여자프로농구(WKBL)의 청주 KB 스타즈 소속으로 활동하고 있다.

## 경력
2020년 11월에 열린 2020-2021 WKBL 신입선수 선발회에서 2라운드 3순위(전체 9순위)로 청주 KB 스타즈에 지명되었다.